# Paul-Émile Janson
Paul-Émile Janson (1872. május 30. – 1944. március 3.) belga politikus és államférfi volt, Belgium miniszterelnöke 1937 és 1938 között.

## Élete
Janson 1872-ben Brüsszelben született, apja a liberális politikus, Paul Janson (1840–1913). A Brüsszeli Szabadegyetemen jogot tanult, Brüsszelben ügyvédi pályát kezdett, és az egyetemen tanított. 1911-ben kezdte politikai pályáját, de mivel a liberális párt radikális szárnyához tartozott, nem választották meg a brüsszeli választókerületben. Az 1914-es választásokon a liberálisok Tournai városában indították, ahol a munkásosztály szavazataival megválasztották, és augusztus 4-én a liberális párt színeiben a belga képviselőház tagja lett.
Pár nappal ezután Németország lerohanta Belgiumot, és Janson követte a kormányt, előbb Antwerpenbe, majd később franciaországi száműzetésbe. Mivel nem tartotta morálisan megfelelő lépésnek a menekülést, visszatért Belgiumba, és augusztus 22-én már otthon volt Tournai-ban, ahol különféle bizottságok tagjaként a lakosság háború alatti nélkülözését próbálta enyhíteni. A háború vége felé elkezdték az újjáépítést tervezni és ekkor javasolta a Le Havre-ba menekült kormánynak, hogy a háború után nemzeti egységkormányt alapítsanak az újjáépítés érdekében.
Első miniszteri posztját az első világháború után, Léon Delacroix katolikus-liberális-szocialista kormányában kapta, 1920. november 3-ig honvédelmi miniszter volt. Ebben a tisztségében a francia-belga katonai szövetség egyik megalkotója és belga részről az egyik aláírója volt.
Ezt követően 1927-1931 között személyes jóbarátja, Henri Jaspar kormányában, majd 1932-1934 között Charles de Broqueville kormányában igazságügy-miniszter. 1935-ben a belga szenátus tagja lett, de 1936-ban, a liberálisok választási vereségét követően, elvesztette ezt a tisztséget.
Egyéves politikai kihagyás után, 1937. november 24-én kapott megbízást kormányalapításra, mivel elődei egyikének sem sikerült hosszú életű kormányokat alakítani. A Jansen-kormány is csak rövid ideig volt hivatalban: 1938. májusában le kellett mondania: az európai háborús légkör, a parlamenten belül a közösségek közötti viták, a nehéz gazdasági helyzet és a szükséges adóemelések miatt a katolikusok kiléptek a koalícióból. Rövid ideig tartó kormányzása alatt nem tudott érdemben változtatni elődei politikáján, de két fontos döntést hozott: a kulturális minisztériumon belül megalakított két, holland és francia kulturális tanácsot, és bejelentette az önálló flamand középiskolák megalapítását.
A második világháború elején rövid ideig külügyminiszter volt Paul-Henri Spaak és Hubert Pierlot kormányaiban, majd később ismét az igazságügy-miniszteri posztot töltötte be 1940. májusig. 1940 és 1944 között a kormány tárca nélküli minisztere. A belga emigráns kormány Londonba települése után is Franciaországban maradt, ahol a megszálló német hatóságok elől menekülve Dél-Franciaországba települt. 1943-ban Nizzában letartóztatták, és a buchenwaldi koncentrációs táborba internálták. Itt halt meg 1944. március 3-án.
Nővére Marie Janson, aki 1921-ben a belga képviselőház első női tagja és Paul-Henri Spaak későbbi miniszterelnök anyja volt.

## A Janson-kormány tagjai
| Miniszteri tiszt                     | Név                        | Párt         |
| ------------------------------------ | -------------------------- | ------------ |
| Miniszterelnök                       | Paul-Emile Janson          | Liberális    |
| Külügyminiszter                      | Paul-Henri Spaak           | Szocialista  |
| Belügyminiszter                      | Octave Dierckx             | Liberális    |
| Igazságügyminiszter                  | Charles du Bus de Warnaffe | Katolikus    |
| Pénzügyminiszter                     | Hendrik De Man             | Szocialista  |
| Mezőgazdasági miniszter              | Hubert Pierlot             | Katolikus    |
| Közmunkaügyi miniszter               | Joseph Merlot              | Szocialista  |
| Munkaügyi és szociális miniszter     | Achille Delattre           | Szocialista  |
| Gazdasági és vállalkozási miniszter  | Philip Van Isacker         | Katolikus    |
| Közoktatásügyi miniszter             | Julius Hoste               | Liberális    |
| Közlekedésügyi miniszter             | Hendrik Marck              | Katolikus    |
| Vasút, posta és távközlési miniszter | Désiré Bouchery            | Szocialista  |
| Honvédelmi miniszter                 | Henri J. Denis             | pártonkívüli |
| Gyarmatügyi miniszter                | Edmond Rubbens             | Katolikus    |
| Tárca nélküli miniszter              | Prosper Poullet            | Katolikus    |
| Közegészségügyi miniszter            | Arthur Wauters             | Szocialista  |

## Fordítás
- Ez a szócikk részben vagy egészben  a   Paul-Émile Janson című angol Wikipédia-szócikk fordításán alapul.  Az eredeti cikk szerkesztőit annak laptörténete sorolja fel. Ez a jelzés csupán a megfogalmazás eredetét és a szerzői jogokat jelzi, nem szolgál a cikkben szereplő információk forrásmegjelöléseként.